# 阿爾坎塔拉戰役 (1580年)
阿爾坎塔拉戰役發生於1580年8月25日，交戰地點位於葡萄牙里斯本郊區阿爾坎塔拉附近的小溪，最終以哈布斯堡王朝國王腓力二世擊敗另一位葡萄牙王位宣稱者克拉圖修道長安東尼奧，並取得決定性勝利告終。

## 背景
1578年，葡萄牙軍隊在三王戰役中遭受嚴重打擊，造成數以萬計的葡萄牙士兵及貴族戰死或被俘，連國王塞巴斯提安也在此戰中戰死。隨後王位由年邁又膝下無子的叔公恩里克一世即位，讓整個國家陷入王位繼承危機。西班牙國王腓力二世是七位葡萄牙王位宣稱者之一，於1580年6月派遣阿爾瓦公爵率領四萬名西班牙部隊（約半數為德意志和義大利傭兵）入侵葡萄牙。
腓力二世最大的競爭者安東尼奧則相當缺乏來自葡萄牙貴族與高階神職人員的支持，後兩者亦多選擇支持腓力二世。因此安東尼奧被迫徵招當地農民和市民為主，以及三千名為了爭取自由的非洲黑奴以共同組成非正規軍。

## 戰鬥過程
阿爾瓦公爵七月時率軍在里斯本西邊的卡斯凱什登陸，僅遭遇微小的抵抗。到了八月中，阿爾瓦公爵的部隊距離里斯本已經僅剩10公里之遠。隨後西班牙軍隊在小溪西邊的阿爾坎塔拉，遭遇了東側的葡萄牙軍隊，後者由曼紐一世的孫子克拉圖修道長安東尼奧（自稱葡王安東尼奧一世）及他的中尉弗朗西斯科·德·葡萄牙 (維苗蘇伯爵)指揮。
戰鬥最後以西班牙軍隊海、陸兩側均取得決定性勝利告終，兩天後阿爾瓦公爵攻克里斯本，西王腓力二世隨後於1581年3月25日加冕為葡王腓力一世。

## 後續發展
安東尼奧的部隊遭受嚴重打擊後撤往波多，安東尼奧也試圖重新集結他的部隊，但最終仍在波多被桑喬·達維拉率領的西軍徹底摧毀。到了1580年年底，多數葡萄牙領土均已落入西班牙之手。在此之後雙方又先後於1582年與1583年在亞速群島地區進行交戰，最終仍以西班牙獲勝告終。
西班牙與葡萄牙在接下來的六十年裡，成為哈布斯堡王室掌握的共主邦聯（保留形式上的獨立及自治行政單位），一直維持到1640年的葡萄牙王政復古戰爭前，而這段期間也被稱為伊比利聯盟。
|  |  |

## 註腳
1. ↑  Geoffrey Parker p.35
2. ↑  Henry Kamen The Duke of Alba p. x + 204
3. 1 2 3 4  Newton de Macedo p.96
4. ↑  David S. Katz p.51
5. ↑  Dauril Alden p.90
6. ↑  Jeremy Black p.119
7. ↑  Thomas Henry Dyer p.287
8. 1 2  David Eggenberger p.10
9. ↑  Peter N. Stearns, William Leonard Langer p.296
10. ↑  Tony Jaques p.25
11. ↑  Cathal J. Nolan p.10
12. ↑  History of Portugal: pamphlet collection p.267
13. ↑  Espasa. Vol 6. p.1297

## 外部連結
- The Spanish Tercios 1525 - 1704